# اچ‌ام‌ای‌اس مانورا (اف۴۸)
اچ‌ام‌ای‌اس مانورا (اف۴۸) (به انگلیسی: HMAS Manoora (F48)) یک کشتی بود که طول آن ۴۸۰ فوت (۱۵۰ متر) بود. این کشتی در سال ۱۹۳۵ ساخته شد.